# Altes Rathaus Bremervörde
Das Alte Rathaus Bremervörde, Neue Straße 33, im Zentrum der niedersächsischen Stadt Bremervörde wurde im ersten Drittel des 19. Jahrhunderts gebaut. Aktuell (2025) wird es im Erdgeschoss als Museum Hein Meyer – Otto Tetjus Tügel Zuhause genutzt sowie durch Büros von Dienstleistern.
Das Gebäude steht unter Denkmalschutz (siehe auch Liste der Baudenkmale in Bremervörde).

## Geschichte und Beschreibung
Bremervörde war um 1000 Sitz der Wasserburg Vörde an der Oste und gehört zum Landkreis Rotenburg (Wümme). Bremervörde wurde 1852 zur Stadt ernannt.
Das zweigeschossige traufständige verputzte klassizistische Rathausgebäude mit ziegelgedecktem Walmdach und Scheinbossierungen wurde 1830 (a) als Wohnhaus gebaut, ab 1880 als Rathaus genutzt, mit der Dienstwohnung für den Bürgermeister im Obergeschoss. Die Fassaden wurden gestaltet mit Fensterrahmungen und Gesimsen sowie einem mittig angeordneten, über eine Freitreppe erreichbaren Eingang. Hier war von 1880 bis 1985 der Sitz des Rathauses.
Seit 2021 ist hier das Museum Hein Meyer – Otto Tetjus Tügel Zuhause. Das Tetjus Tügel Zuhause ist mit dem Namen Hein Meyer verbunden. Er und seine Frau schenkten der Stadt die Sammlung von rund 220 Werken des Schriftstellers, Malers, Musikers und Kabarettisten Otto Tetjus Tügel (1892–1973), die Hein Meyer zusammengetragen hat. Die Sammlung ist im Erdgeschoss untergebracht. Tügel, der sich selbst als Malerpoet bezeichnete, wirkte in Hamburg, Worpswede und ab 1951 in Oese. Er verstarb 1973 in Bremervörde und wurde in Oese beigesetzt.
Das Tügel Zuhause wurde und wird stetig durch weitere Werke erweitert. Dabei interessiert den Sammler Meyer vor allem das Frühwerk Tügels, u. a. von 1914 bis 1950. Inzwischen ist es zudem auch ein Ort der Begegnung für Kulturfreunde aus der Region.
Das Landesdenkmalamt befand u. a.: „… An der Erhaltung des klassizistischen Bauwerks besteht aus geschichtlichen und städtebaulichen Gründen wegen des orts-, bau- und kunstgeschichtlichen, gebäudetypischen und straßenbildprägenden Zeugniswerts ein öffentliches Interesse.“
Hinweis: Der Rathausneubau von 1985 steht am Rathausmarkt 1 zwischen Alte Straße und Neue Straße.